# Кейт Мара
Кейт Мара (на английски: Kate Mara) е американска актриса, номинирана за награда „Еми“.

## Частична филмография
Кино
- 1999 – „Иронии на съдбата“ (Random Hearts)
- 2005 – „Градски легенди: Кървавата Мери“ (Urban Legends: Bloody Mary)
- 2005 – „Планината Броукбек“ (Brokeback Mountain)
- 2006 – „Зуум: Академия за супергерои“ (Zoom)
- 2006 – „Безсмъртните Маршал“ (We Are Marshall)
- 2007 – „Снайперист“ (Shooter)
- 2008 – „Транссибирски“ (Transsiberian)
- 2009 – „Свободния път“ (The Open Road)
- 2010 – „Железният човек 2“ (Iron Man 2)
- 2010 – „127 часа“ (127 Hours)
- 2011 – 10 years (Десет години)
- 2014 – „Превъзходство“ (Transcendence)
- 2015 – „Фантастичната четворка“ (Fantastic Four)
- 2015 – „Марсианецът“ (The Martian)

Сериали
- 2003 – „Клъцни/Срежи“ (Nip/Tuck)
- 2005 – „Джак и Боби“ (Jack & Bobby)
- 2006 – „24“
- 2009 – „Антураж“ (Entourage)
- 2011 – „Зловеща семейна история: Къща за убийства“ (American Horror Story: Murder House)
- 2013 – 2014 – „Къща от карти“ (House of Cards)